# Geoffroy Morin
Geoffroy Morin (latin : Gaufredi Morini) est un dignitaire de l'ordre du Temple qui fut maréchal de l'ordre pendant la maîtrise de Gérard de Ridefort.

## Biographie
Geoffroy Morin est probablement originaire de Thérouanne dans le comté de Flandre.
La date de son départ en terre sainte et de son entrée dans l'ordre du Temple son inconnus. À partir de 1187, il est nommé à plusieurs reprises en tant que commandeur de la maison du Temple à Tyr. Puis il est nommé maréchal de l'ordre du Temple par Gérard de Ridefort, probablement en 1188 après la libération du maître de l'ordre, fait prisonnier par les musulmans lors de la bataille de Hattin.

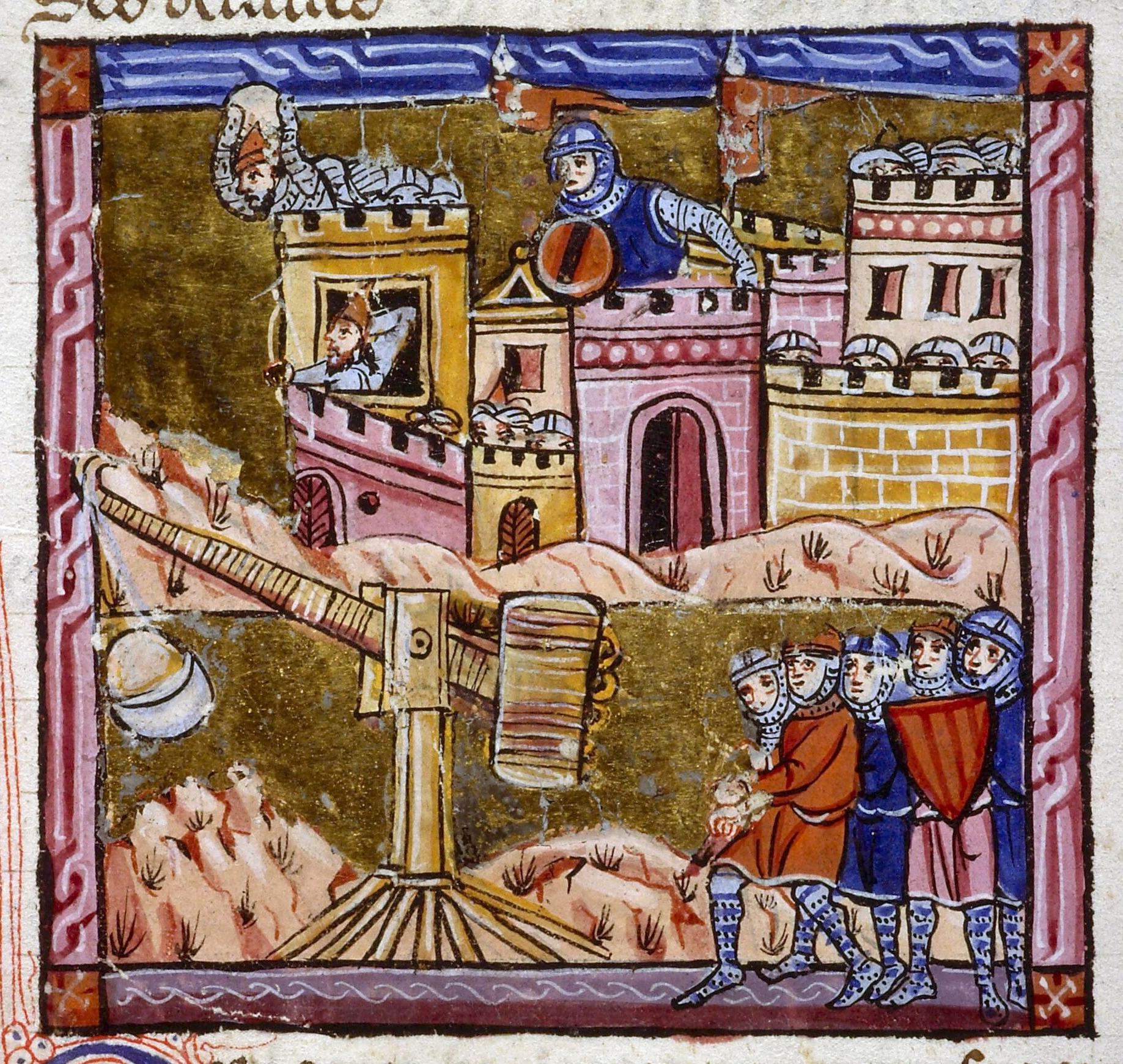
Miniature du siège de Saint-Jean-d'Acre, Bibliothèque Municipale de Lyon.

En 1189, il participe au siège de Saint-Jean-d'Acre, où il trouve la mort aux côtés de Gérard de Ridefort et de dix-huit autres Templiers. Selon un poème contemporain, il meurt en portant la bannière de l'ordre.

## Source
- René Grousset, L'épopée des Croisades, 1939.
- (en) Jochen Burgtorf, The Central Convent of Hospitallers and Templars : History, Organization, and Personnel (1099/1120-1310), Leiden/Boston, Brill, 2008, 761 p. (ISBN 978-90-04-16660-8, présentation en ligne, lire en ligne)
- Emmanuel Guillaume Rey, « L'ordre du Temple en Syrie et à Chypre, les Templiers en Terre Sainte », Revue de Champagne et de Brie,‎ 1888, p. 241 à 256 et 367 à 379 (lire en ligne, consulté le 11 février 2022)
- Emmanuel Guillaume Rey, « L'ordre du Temple en Syrie et à Chypre, les Templiers en Terre Sainte », Revue de Champagne et de Brie,‎ 1888, p. 241 à 256 et 367 à 379 (lire en ligne, consulté le 11 février 2022)